# Vratislav Schreiber
Vratislav Schreiber (29. června 1924, Praha – 14. listopadu 2015) byl český lékař, endokrinolog a bývalý prorektor Univerzity Karlovy .

## Životopis
Narodil se v rodině úředníka a učitelky, k medicíně ho přivedl jeho strýc, který byl praktickým lékařem. Po osvobození Československa od nacistické okupace studoval Lékařskou fakultu UK v Praze, kde promoval v roce 1950.
Byl internista a endokrinolog, profesor klinické fyziologie. Řadu let působil jako proděkan Fakulty všeobecného lékařství UK v Praze a také jako prorektor UK. Vedl Laboratoř pro endokrinologii a metabolizmus na 3. interní klinice Fakulty všeobecného lékařství UK v Praze. Podílel se na studiu hormonu TRH a oxidu dusnatého.
Byl zakládajícím členem Učené společnosti ČR a dlouholetým předsedou České endokrinologické společnosti ČLS JEP. Byl prvním, kdo dostal cenu „Praemium Bohemiae“. V roce 2003 mu byla udělena Medaile Za zásluhy II. třídy. Je autorem úvah o medicíně. Pod jeho vedením vyšla monografie o stresu.

## Publikace
Publikoval několik set článků a napsal několik desítek knih. K nejznámějším patří:
- Život s hormony
- Lidský stres, Academia, 2000
- Vitaminy
- Křižovatky medicíny
- Medicína na přelomu tisíciletí – Historie medicíny v kostce, současný stav a kam spěje, Academia, 2001